# Bandiwan
Bandiwan – wieś w Armenii, w prowincji Szirak. W 2011 roku liczyła 259 mieszkańców.